# Onthophagus paolae
Onthophagus paolae är en skalbaggsart som beskrevs av Claudia Palestrini 1992. Onthophagus paolae ingår i släktet Onthophagus och familjen bladhorningar. Inga underarter finns listade i Catalogue of Life.